# Sidra de Navarra
La sidra es una bebida alcohólica de baja graduación, que está elaborada con el zumo fermentado de la manzana. La sidra está muy extendida por todo el mundo, y en España en Asturias, País Vasco, norte de Navarra y Galicia.

## Historia
La sidra es una de las bebidas más antiguas de la humanidad, y su elaboración va unida con el cultivo de la manzana. Proviene del hebreo “shecar” que significa “bebida embriagadora”; derivó en la latina “cisera” o “sicera”, con la que designaban los romanos todos aquellos líquidos fermentados, distintos al vino. También se conoce con el nombre euskera de "Sagardúa".
Documentada en Navarra ya en época medieval, llegó a tener en Elizondo en el año 1544, precio superior al vino.
Aunque tuvo un periodo de esplendor en producción y cultivo de manzana sidrera y de sidra a principios del siglo XX en la década de 1930, posteriormente ha ido decayendo.
Siendo a principios del siglo XXI cuando ha experimentado una consolidación debido a los nuevos hábitos de consumo y valoración de las bebidas naturales de calidad.
En la temporada de producción de 2019 se han elaborado unos 200.000 litros de sidra en Navarra con una gran novedad de presentación de sidra al consumidor también en lata.

## Importancia de la producción de manzanas sidreras en España
Galicia es con mucho la comunidad que más manzana sidrera produce en el conjunto de todo el estado español, por encima de comunidades productoras como Asturias o Euskadi, que importan el producto gallego. En 2006 la producción gallega de manzana sidrera se sitúa en las 60.000 toneladas mientras que en el Principado de Asturias pasaba por entre 35.000 y 40.000; en el País Vasco unas 8.000; en 1982 la producción de manzana para sidra en Navarra, ocupaba una superficie de 110 hectáreas, con 4.380 árboles y una producción de 4.880 Tm., principalmente en la Regata del Bidasoa.

## Elaboración
La parte principal de la manzana para la elaboración de la sidra es la pulpa de la manzana, que representa el 95% del peso, y está constituida por diversos azúcares, materias tánicas, nitrogenadas, pécticas mucilaginosas, almidón, minerales y fundamentalmente agua.
Los azúcares se desdoblan en alcohol y anhídrido carbónico, que dan el sabor y el gas que produce la espuma. Las materias pécticas, disueltas gracias a los ácidos, se precipitan; el tanino, que contribuye a esta separación, actúa también como agente de conservación, preservando a la sidra de ciertas enfermedades.
La elección de las manzanas es un muy importante para elaborar una sidra natural de calidad, pues no existe una variedad que contenga todos los principios necesarios para la obtención de una sidra perfecta. Las mejores manzanas para la sidra son las de maduración tardía. La mezcla de manzanas dulces, amargas y ácidas, en proporciones estudiadas es la que forma el mejor mosto de fermentación; un 60% de manzanas amargas, un 30% de manzanas dulces y un 10% de manzanas ácidas.

## Manzanas de la sidra Navarra
En la parte atlántica de Navarra se pueden lograr sidras de calidad, por tener unos terrenos muy apropiados para el árbol y las buenas variedades de fruto existentes. En Navarra hay 276 variedades de manzanas autóctonas y de entre ellas hay variedades muy apropiadas en la elaboración de sidra de excelente calidad.
Las variedades de manzanas más utilizadas en la producción de sidra son: 'Andoaña', 'Arroxa', 'Aranax', 'Artekosaro', 'Gaztelu', 'Geza-zuría', 'Izarbe', 'Iparaguirre', 'Jauregizarra', 'Manttoni', 'Pikoaga', 'San Martín', 'Patzolina', 'Pero Pardo', 'Pero de Sangüesa', 'Reineta de Regil', 'Roja de Narbarte', 'Txori-sagarra', 'Geza-Gorría', 'Geza Navarra', 'Txarpa', 'André-sagarra', 'Markeliña', 'Kuku-sagarra', 'Moja-sagarra', 'Ollokaka', 'Udare-sagarra' o manzana-pera, 'Erremedio Sagarra', 'Xarpaxar', 'Peangon-Nonsur' (origen Echauri), y '3.1.50' (origen Puente la Reina).